# Daw (Mauritania)
Daw è uno degli otto comuni del dipartimento di Maghama, situato nella regione di Gorgol in Mauritania. Contava 5 199 abitanti nel censimento della popolazione del 2000.